# Grosuplje
Grosuplje est une commune du centre de la Slovénie située dans la région de Basse-Carniole au sud de la capitale Ljubljana.

## Géographie

### Villages
Les localités de la commune se nomment Bičje, Blečji Vrh, Brezje pri Grosupljem, Brvace, Cerovo, Cikava, Čušperk, Dobje, Dole pri Polici, Dolenja vas pri Polici, Gabrje pri Ilovi Gori, Gajniče, Gatina, Gorenja vas pri Polici, Gornji Rogatec, Gradišče, Grosuplje, Hrastje pri Grosupljem, Huda Polica, Kožljevec, Lobček, Luče, Mala Ilova Gora, Mala Loka pri Višnji Gori, Mala Račna, Mala Stara vas, Mala vas pri Grosupljem, Male Lipljene, Mali Konec, Mali Vrh pri Šmarju, Malo Mlačevo, Medvedica, Paradišče, Pece, Peč, Plešivica pri Žalni, Podgorica pri Podtaboru, Podgorica pri Šmarju, Polica, Ponova vas, Praproče pri Grosupljem, Predole, Rožnik, Sela pri Šmarju, Spodnja Slivnica, Spodnje Blato, Spodnje Duplice, Sv. Jurij, Škocjan, Šmarje-Sap, Tlake, Troščine, Udje, Velika Ilova Gora, Velika Loka, Velika Račna, Velika Stara vas, Velike Lipljene, Veliki Vrh pri Šmarju, Veliko Mlačevo, Vino, Vrbičje, Zagradec pri Grosupljem, Zgornja Slivnica, Zgornje Duplice, Žalna et Železnica.

## Démographie
Entre 1999 et 2021, la population de la commune de Grosuplje a constamment augmenté pour dépasser les 21 000 habitants,.
Évolution démographique
| 1999   | 2000   | 2001   | 2002   | 2003   | 2004   | 2005   | 2006   | 2007   |
| ------ | ------ | ------ | ------ | ------ | ------ | ------ | ------ | ------ |
| 15 130 | 15 378 | 15 606 | 15 886 | 16 205 | 16 509 | 16 887 | 17 264 | 17 853 |
| 2008   | 2009   | 2010   | 2011   | 2012   | 2013   | 2014   | 2015   | 2016   |
| 18 403 | 18 634 | 18 965 | 19 204 | 19 521 | 19 719 | 19 842 | 19 977 | 20 059 |
| 2017   | 2018   | 2019   | 2020   | 2021   |        |        |        |        |
| 20 284 | 20 672 | 21 013 | 21 314 | 21 398 |        |        |        |        |

## Personnages célèbres
- Louis Adamic, écrivain ;
- Janez Janša, ancien Premier ministre slovène qui vit dans la commune.